# Lauren Etame Mayer
Laureano Bisan-Etame Mayer (* 19. ledna 1977 v Kribi), známý jako Lauren, je bývalý kamerunský fotbalový obránce, který nejúspěšnější část své kariéry strávil v anglickém Arsenalu.

## Klubová kariéra
Lauren se narodil v Kamerunu, ale krátce poté se se svými rodiči přestěhoval do Rovníkové Guiney, kam utekli kvůli politickému pronásledování diktátora Francisca Marcia Nguemy. Poté se přestěhovali do španělské Sevilly, kde Lauren vyrostl. V prvních letech své fotbalové kariéry často měnil kluby. Ve svých prvních třech sezonách hrál ve třech španělských klubech. V roce 1998 přestoupil do týmu RCD Mallorca, kde během dvou sezon odehrál 63 zápasů a dal čtyři branky.
V létě roku 2000 přestoupil za částku 7,2 milionu liber do Arsenalu. Lauren nastupoval v obraně nebo v případu nouze i v záložní řadě Arsenalu. Za klub debutoval 19. srpna 2000 v zápase proti Sunderlandu. Jeho první sezona v Anglii byla pokažena častými zraněními. Lauren postupem času získal pozici nástupce pravého obránce Lee Dixona, a předběhl tak v klubové hierarchii Olega Luzhnyho, který v klubu působil o rok déle než Lauren. Po zisku titulu v Premier League a FA Cupu v roce 2002 odešel z klubu Lee Dixon a Lauren se stal členem základní sestavy. V následující sezoně, i přes zdravotní problémy s lýtkovým svalem, odehrál 27 ligových utkání. Sezonu 2002/03 zakončil ziskem FA Cupu, když ve finále Arsenal porazil Soutampton 1-0.
V sezoně 2003/04 byl neodmyslitelným článkem Wengerovi sestavy v cestě za titulem bez jediné ligové porážky. V sezoně odehrál svůj 150. zápas za Arsenal a vyhrál svůj druhý titul. V následující sezoně vyhrál potřetí FA Cup, kdy ve finále jeho tým přehrál na penalty Manchester United - Lauren proměnil první penaltu. V další sezoně se nepříjemně zranil, když si 21. ledna 2006 v semifinále Ligového poháru proti Wiganu poranil koleno. Toto zranění ho vyřadilo skoro na celý rok ze hry. K prvnímu utkání po zranění nastoupil až 19. prosince v Ligovém poháru proti Liverpoolu, tento zápas byl však kvůli mlze odvolán a Lauren již nikdy nebyl zařazen do výběru Arsenalu. Po dobu jeho nepřítomnosti se na jeho pozici zabydlel Emmanuel Eboué a tak se začalo spekulovat o Laurenovo odchodu do West Hamu. 12. ledna 2007 oznámil Arsene Wenger, že pokud bude Lauren chtít, tak mu povolí přestup do jiného klubu. O šest dní později byl uzavřen jeho přestup do Portsmouthu za 500.000 liber.
20. ledna 2007 odehrál Lauren svůj první zápas za Portsmouth v duelu proti Charltonu. Po zbytek sezony 2006/07 byl členem základní jedenáctky. V následující sezoně však o svoji pozici přišel, když ho nahradil Glen Johnson. Ovšem díky své přizpůsobivosti hrál Lauren nějaké zápasy na pozici pravého záložníka. Nastálo se do sestavy již nikdy neprobojoval. Výjimkou bylo období na začátku roku 2008, kdy zastupoval za Johna Utaku, který reprezentoval Nigérii na Africkém poháru národů. Na konci sezony 2008/09 mu vypršela s Portsmouthem smlouva a rozhodl se jí neobnovit. O jeho služby se okamžitě začala zajímat španělská Almeria a Lauren potvrdil, že by se rád vrátil do Španělska, kde již dříve hrával. Ovšem žádné smlouvy se po zbytek roku nedočkal. Nejblíže ke smlouvě měl v izraelském týmu Maccabi Haifa, kde strávil krátkou dobu na zkoušce, ovšem klub se nerozhodl podepsat s Laurenem smlouvu.
Nakonec však Lauren přece jen skončil ve Španělsku. O jeho služby projevila zájem druholigová Córdoba, ke které se připojil 15. března 2010. Do konce sezony odehrál pět ligových utkání. Po sezoně se rozhodl ukončit svou fotbalovou kariéru.

## Reprezentační kariéra
Lauren debutoval za kamerunský národní tým v květnu 1998 v zápase proti Lucembursku. V jeho prvním zápase na Mistrovství Světa 1998 se mu však nedařilo, když se zapsal do dějin jako jeden z nejrychleji vyloučených hráčů na světovém šampionátu. V roce 2000 se účastnil Olympijských her, které s Kamerunem vyhrál. Ironické bylo, že ve finále porazil Španělsko, které mu dříve nabízelo, aby je reprezentoval. V roce 2000 a 2002 také vyhrál Africký pohár národů.

### Reprezentační gól
Reprezentační gól Laurena za A-mužstvo Kamerunu:
| Gól | Datum       | Stadion                                | Soupeř | Skóre (min.) | Výsledek | Soutěž                 |
| --- | ----------- | -------------------------------------- | ------ | ------------ | -------- | ---------------------- |
| 010 | 22. 4. 2001 | Stade Ahmadou Ahidjo, Yaoundé, Kamerun | Libye  | 01:0 0(78.)  | 1:0      | kvalifikace na MS 2002 |

## Ocenění

### Týmové
Mallorca
- Supercopa de España: 1998

Arsenal
- Premier League: 2001-02, 2003-04
- FA Cup: 2002, 2003, 2005
- Community Shield: 2002, 2004

Portsmouth
- FA Cup: 2008

Kamerun
- Olympijské hry: 2000
- Africký pohár národů: 2000, 2002

### Individuální
- Africký pohár národů - Hráč turnaje: 2000
- Premier League - Tým roku: 2004